# Mouvement pour le relèvement moral
Le Mouvement pour le relèvement moral est un mouvement féminin créé à la fin du XIXe siècle en Suisse pour lutter contre la prostitution, vue comme une menace à la famille.

## Historique
A l'exemple de la Fédération abolitionniste internationale, qui a alors son siège à Genève et qui a été fondée par Joséphine Butler, diverses association féminines romandes se fédèrent en 1875 en un Comité intercantonal de dames de la Suisse. Le mouvement est particulièrement ancré dans les paroisses protestantes et l'Église libre. En 1901, les associations de Suisse alémanique se séparent de la Fédération abolitionniste internationale pour créer l' Union alémanique des sociétés féminines pour le relèvement de la moralité. Celle-ci est devenue en 1912 la plus grande organisation féminine de Suisse (plus de 25 000 membres). Jusque vers 1900, les militantes du mouvement s'engagent surtout pour la fermeture des maisons closes et pour la répression et la criminalisation des prostituées. Après 1900, se développent la mise en œuvre de mesures  d'éducation et de prévention, ainsi que la prise d'influence dans l'élaboration d'une législation protégeant les jeunes filles et les femmes. 